# 1959年臺灣
|        | 臺灣歷史 \| 台灣歷史年表 |
| 世纪： | 19世纪臺灣 \| 20世纪臺灣 \| 21世纪臺灣 |
| 年代： | 1920年代臺灣 \| 1930年代臺灣 \| 1940年代臺灣 \| 1950年代臺灣 \| 1960年代臺灣 \| 1970年代臺灣 \| 1980年代臺灣                                           |
| 年份： | 1954年臺灣 \| 1955年臺灣 \| 1956年臺灣 \| 1957年臺灣 \| 1958年臺灣 \| 1959年臺灣 \| 1960年臺灣 \| 1961年臺灣 \| 1962年臺灣 \| 1963年臺灣 \| 1964年臺灣 |
| 纪年： | 己亥年（猪年）、中華民國48年 |

## 政府

### 國家正副元首

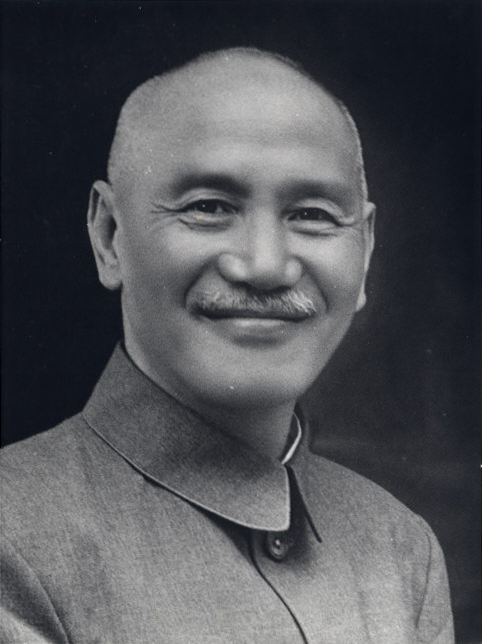
總統：蔣中正
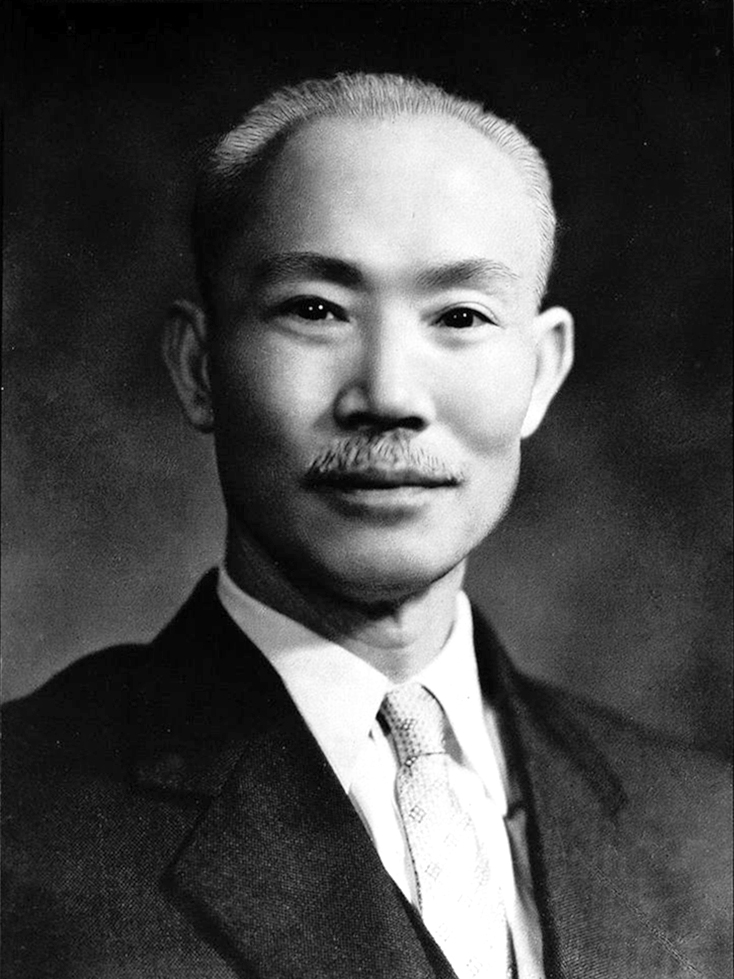
副總統：陳誠

### 五院首長

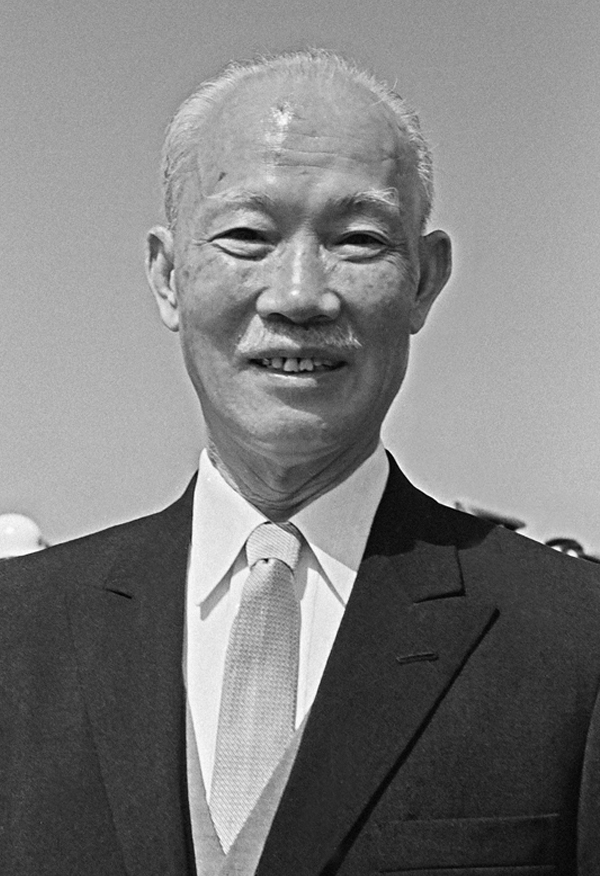
行政院院長：陳誠（副總統兼任）
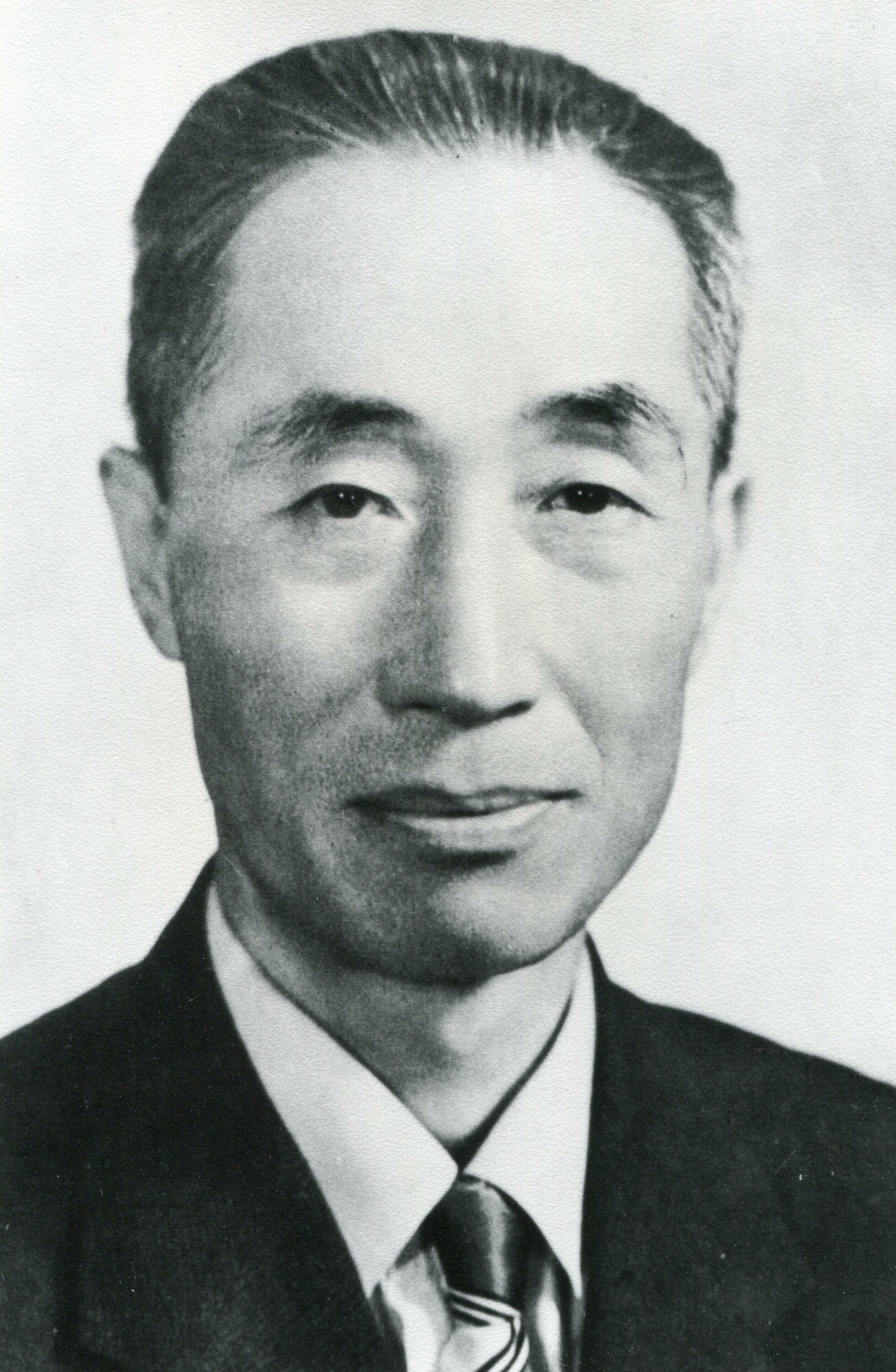
立法院院長：張道藩
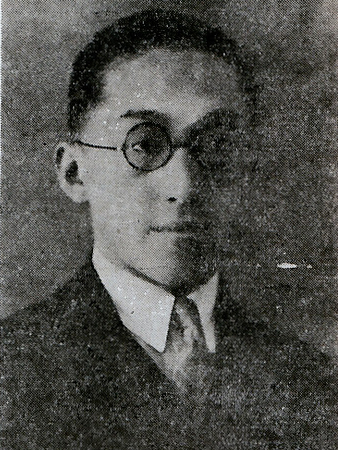
司法院院長：謝冠生
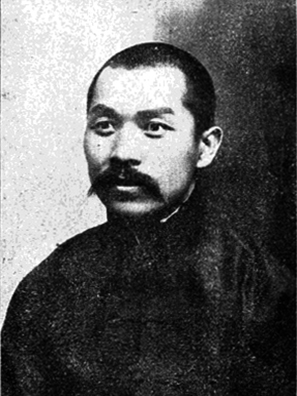
考試院院長：莫德惠
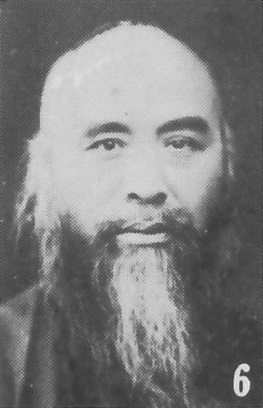
監察院院長：于右任

### 省政府主席

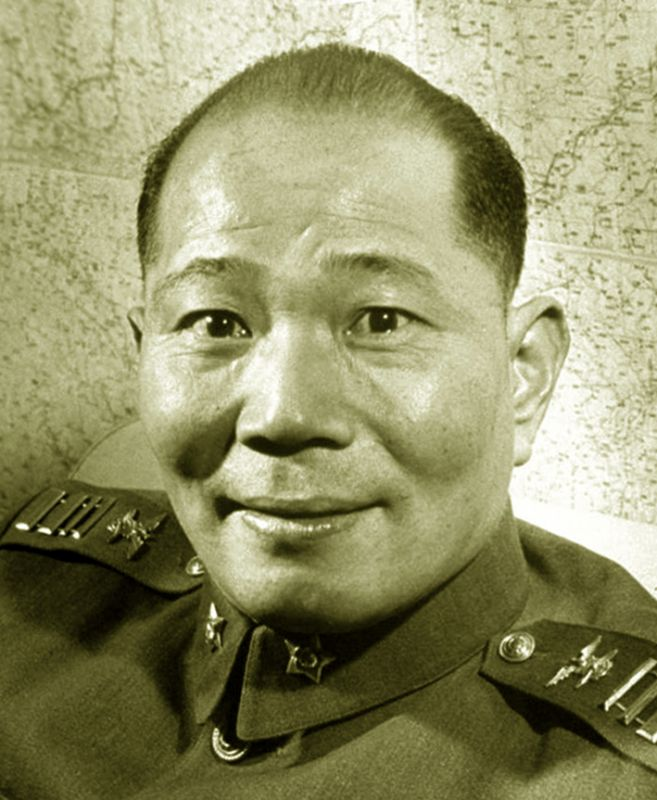
臺灣省政府主席：周至柔
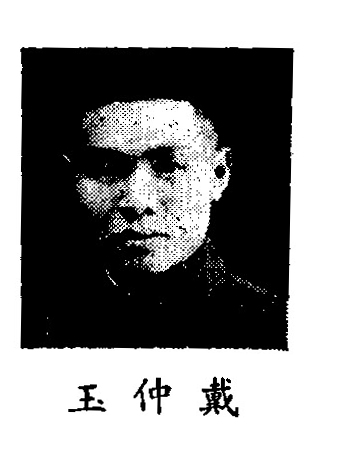
福建省政府主席：戴仲玉

## 大事記

### 1月
- 1月5日——驻永珍领事馆設立，並派駐領事。
- 1月12日——臺鐵東勢線舉行通車典禮[1]:42。
- 1月13日——臺灣省臨時省議會通過設置紀律委員會[2]:642。

### 2月
- 2月2日——臺灣省政府發布「國民身份證及戶口名簿發給辦法」[2]:642。

### 3月
- 西藏爆發大型叛亂；蔣向中央情報局稱，自行空投傘兵到藏區，於是中情局同意與蔣合作[3]:633。
- 3月10日——日本正式任命井口貞夫為駐華大使[2]:643。同日約旦國王胡笙來台訪問[4]。

### 4月
- 4月1日——經濟部宣布取消臺灣省紗布交易管制，恢復自由買賣[2]:644。

### 5月
- 5月15日——中國國民黨八屆二中全會揭幕[2]:645。

### 6月
- 6月27日——公布「公路法」[2]:646。

### 7月
- 日本首相岸信介出訪英國，與英國首相哈羅德·麥克米倫會談時稱，中國若統治台灣「將成為對日本國家安全的重大威脅」[5]。
- 7月1日——彰化縣新港鄉更名為伸港鄉。
- 7月14日——行政院核准設立臺北醫學院[2]:646。
- 7月29日——監察院彈劾前臺灣省民政廳長連震東等處理海埔新生地違法失職[2]:647。
- 7月31日——臺、日本年度新貿易協定在東京換文生效，雙方輸出入各8,550萬美元[2]:647。

### 8月
- 8月7日——臺灣中南部發生八七水災[2]:647。
- 8月15日——屏東恆春發生6級地震，死傷57人，倒屋千幢[2]:647。

### 9月
- 美國康隆學社在受參議院外交委員會委託，作出一份美國對華政策白皮書，其中共有八項：

一， 取消對中國大陸禁運，二，贊成中華人民共和國加入聯合國，三，設置台灣共和國，台灣國是否和中華人民共和國聯合，應由本地人民公投決定，四，建議中國，日本，印度，為聯合國常任理事國，台灣為普通會員國，五，重申美國協防台灣義務不變，六，台灣軍隊退出金門，馬祖，居民去留自擇，七，台灣共和國成立後，美國會協助願意回中國居住的居民，八，美國承認中華人民共和國，並與之通商。
- 9月17日——中華航空成立。
- 9月8日——八七水災沖毁之臺灣中部大肚溪橋修復竣工，縱貫鐵路恢復暢通[2]:648。

### 10月
- 10月13日——行政院核定發布「中藥進口辦法」[2]:649。
- 10月27日——行政院發布「華僑或外國人輸入黃金暫行處理辦法」[2]:649。

### 11月
- 11月17日——臺灣省政府通過「臺灣省各縣市政府戰時應變計劃綱要」[2]:650。

### 12月
- 日本前首相吉田茂訪台，謁見蔣介石致敬，並就當時世局交換意見[7]:95。
- 12月16日——華航第一位正駕駛練振綱駕著編號B-1501的PBY-5A，由台北松山機場飛往日月潭，成為華航首航之日。

## 出生
参见： 1959年出生
- 1月1日——石乃文：演員。
- 1月4日——李鳳新：演員，早期以《藍色蜘蛛網》、《玫瑰瞳鈴眼》飾演「李組長」一角而聞名。
- 1月5日——陳景鳳：籃球教練。
- 1月12日——王淑娟：演員。
- 1月15日——陳嵐：模特兒、投資家、電影監製，是向華強之妻，為移居香港的台灣人。
- 1月17日——
  - 李慶安，政治人物。曾任臺北市議員、立法委員。
  - 葉志仙，棒球選手、教練。曾多次擔任代表隊教練。
- 1月20日——
  - 黃敏惠，政治人物。曾任立法委員、嘉義市市長。
  - 彭明輝：歷史學家。
- 1月21日——謝金河：主持人，現任教於中信金融管理學院講座教授，曾任《財訊雜誌》總編輯。
- 1月22日——
  - 卓榮泰，政治人物。曾任臺北市議員、立法委員。現任行政院秘書長。
  - 林志隆：政治人物，曾任立法委員。
  - 曾銘宗：政治人物，曾任立法委員、中華民國財政部代理部長。
- 1月23日——陳添旺：政治人物、教育工作者，現任致用高中校長，曾任國民大會代表。
- 2月1日——莊勝雄：旅日棒球教練，現歸化日本籍。
- 2月3日——應采靈：演員，是徐明之妻、徐子婷之母。
- 2月6日——葉璦菱，藝人。女歌手、節目主持人。
- 2月12日——曹西平：歌手、主持人。
- 2月17日——莊裕安：作家。
- 2月20日——吳焜裕，學者、政治人物。曾任教於國立臺灣大學公共衛生學院，現任立法委員。
- 2月26日——林明陽：音樂製作人。
- 2月28日——
  - 陳正然：企業家，是蕃薯藤創辦人之一。
  - 黃顯洲：政治人物，是黃馨慧之弟，曾任立法委員。
- 3月2日——黃金舜：政治人物、藥師，現任中華民國總統府國策顧問，曾任行政院政務顧問、衛生福利部全民健康保險會委員。
- 3月6日——曾秀保：國宴名廚，曾任職亞都麗緻大飯店天香樓行政主廚。
- 3月8日——
  - 張瓊姿，藝人。曾參與《女人四十一枝花》演出。
  - 胡競英：演員、企業家。
  - 周柏雅：政治人物，曾任台北市議會副議長。
- 3月10日——曾智偵，棒球選手。曾效力統一獅。
- 3月13日——李合豐：消防員。
- 3月16日——吳顯森：政治人物。
- 3月20日——李俊毅，政治人物。曾任立法委員、民進黨副秘書長。
- 3月22日——江明修：政治學家。
- 4月7日——葉樹姍：政治人物、新聞主播，是葉樹涵之妹，曾任台中市文化局首任局長。
- 4月9日——沈雁：歌手、演員。
- 4月12日——
  - 蔣月惠：政治人物，曾任屏東縣議員。
  - 劉錦昌：政治人物，曾任彰化縣議員、社頭鄉鄉長。
- 4月24日——高美芳：另有說其名是「王蘭」，黑道人物。
- 4月27日——沈宗隆：政治人物，現任雲林縣議會議長，曾任雲林縣議員、土庫鎮鎮長。
- 4月29日——李壽全：音樂製作人。
- 5月1日——梅家玲：文學家。
- 5月6日——
  - 馬兆駿：歌手、廣播主持人，是Juby前夫。
  - 黃莉莉：工藝家。
- 5月8日——
  - 余政憲，政治人物。曾任立法委員、高雄縣縣長、內政部長。
  - 張平宜：記者、教育工作者。
- 5月11日——李鴻鈞：政治人物，是李鴻源之弟，現任監察院副院長，曾任立法委員。
- 5月15日——
  - 陳韻琳：作家。
  - 黃景熙：政治人物，曾任桃園市議員。
- 5月16日——
  - 王華沛：特殊教育學家。
  - 許金木：少棒球員、廠區員工。
- 5月21日——銀霞：歌手、演員、主持人。
- 5月25日——鄭建國：造型設計師。
- 6月1日——林世賢：政治人物、獸醫師，現任彰化市市長。
- 6月4日——
  - 胡瓜，本名胡自雄。藝人、節目主持人。
  - 鄭麗雲：旅美畫家。
- 6月8日——李居明：棒球教練。
- 6月12日——楊平：詩人。
- 6月13日——林世宗：政治人物。
- 6月14日——
  - 林聖賢：圍棋棋士。
  - 馬世莉：演員、主持人。
- 6月15日——陳文狩：廠區員工，是陳水扁之弟。
- 6月19日——程秀瑛：演員。
- 6月29日——
  - 金佩姍，藝人、女歌手。代表曲有《一代女皇》。
  - 姚鴻澤：留美數學家。
- 6月30日——曹萬鈞：作家、企業家，曾任台灣電店副董事長、威寶電信副董事長。
- 7月5日——陳啟能：政治人物。
- 7月6日——施孝榮，藝人、歌手。
- 7月7日——杜銘哲：歌手、模仿藝人。
- 7月11日——何淦銘：政治人物，曾任竹北市市長、新竹縣議員。
- 7月13日——全文盛：政治人物、醫檢師，曾任立法委員、信義鄉衛生所醫檢師。
- 7月19日——鮑正芳：歌手、演員，是張振寰之妻。
- 7月20日——
  - 李中：政治人物。
  - 宋榮泰：棒球選手。
- 7月21日——顏建發：社會學家。
- 8月3日——李文傳：棒球選手。
- 8月6日——柯文哲，醫師、政治人物。曾任臺大醫院創傷醫學部主任、臺大醫學院教授，2014年當選臺北市市長。
- 8月7日——楊索：作家、記者，是趙佳誼之姊。
- 8月13日——
  - 劉世芳，政治人物。曾任行政院秘書長，現任立法委員。
  - 林來福：黑道人物，曾列十大槍擊要犯之首，現已槍決。
- 8月22日——
  - 王業立，政治學者。曾任臺灣大學政治學系系主任。
  - 連信仲：教育工作者，現任南亞技術學院校長，曾任臺北城市科技大學校長。
  - 薛富盛：政治人物、材料工程學家，是中華民國環境部首任部長。
- 8月24日——張盛舒：電腦工程師。
- 9月6日——楊貴媚，藝人、演員。代表作《無言的山丘》。
- 9月7日——林祥瑞：少棒球員。
- 9月12日——洪嘉鴻：法官、政治人物。
- 9月14日——林春生，知名罪犯，白曉燕命案的主嫌之一。在五常街槍戰中不敵警方自殺。（1997年逝世）
- 9月16日——陽介仁，棒球選手。曾效力於中華職棒味全龍及興農牛隊，守備位置為投手。
- 9月17日——徐乃麟：歌手、演員、主持人。
- 9月25日——蔡育輝：政治人物。
- 9月30日——鄭太吉，黑道、政治人物。曾任屏東縣議會議長，為台灣首位因重大犯罪而遭槍決的地方議長。（2000年逝世）
- 10月2日——
  - 陳宗義：政治人物，曾任立法委員、桃園縣議員、桃園市（今桃園區）市長。
  - 陳宗仁：政治人物、教師，曾任立法委員、桃園縣議員、桃園市（今桃園區）市長。
- 10月6日——
  - 賴清德，醫師、政治人物。曾任立法委員、臺南市市長、行政院院長，現任中華民國副總統。
  - 林榮德：政治人物、企業家，現任冠軍建材公司董事長，曾任國民大會代表。
- 10月7日——李朝成：政治人物，曾任駐清奈代表、駐緬甸代表。
- 10月8日——
  - 任祥：作家，是姚仁喜之妻。
  - 張景森：政治人物。
- 10月9日——
  - 李世光，學者。曾任經濟部部長。
  - 李世光：物理學家、政治人物，是李文雄長子，現任工業技術研究院董事長，曾任中華民國經濟部部長。
- 10月12日——張振寰：演員、武術指導，是鮑正芳之夫。
- 10月17日——
  - 郭英釗：建築師。
  - 林耀興：麻醉師、政治人物，曾任立法委員。
- 10月23日——杜紫軍：政治人物。
- 10月24日——李建復：歌手、企業家，是天水樂集創辦人之一。
- 10月26日——崔震東：導演、製片人。
- 10月29日——陳椒華：政治人物、環保運動人士。
- 10月30日——王俊郎：棒球選手。
- 11月1日——鄭美琦：高爾夫球運動員。
- 11月3日——徐永鴻：政治人物，曾任苗栗縣教育處處長。
- 11月5日——謝秀鳳：籃球運動員。
- 11月6日——黃健庭：政治人物，是黃鏡峰之子，曾任立法委員、台東縣縣長。
- 11月7日——盧天麟：政治人物，曾任行政院勞工委員會主任委員。
- 11月8日——卓志賢：教師。
- 11月9日——蘇耀文：神父。
- 11月10日——施順榮：工藝家。
- 11月16日——楊基寬：企業家。
- 11月18日——張建國：政治人物，是張驚聲之子、張建邦之弟，曾任立法委員。
- 11月21日——易智言：導演。
- 11月26日——劉國隆：講師、建築師、政治人物，曾任台中市議員。
- 12月1日——徐淑媛：演員、模特兒，現移居美國俄亥俄州。
- 12月2日——林易增，棒球選手。曾效力於中華職棒味全龍及兄弟象隊，有「盜帥」之稱。
- 12月3日——陳懷恩：攝影師，是楊麗音之夫。
- 12月8日——黃廣琪：蔥油餅攤商、棒球選手。
- 12月11日——
  - 楊玉斌：政治人物，曾任新竹市議員。
  - 李貴敏：政治人物、律師，現任立法委員。
- 12月15日——張洪量：歌手、牙醫師。
- 12月18日——王中皇，藝人、演員。多次飾演反派角色而聞名，以其「招牌笑聲」最具知名度。
- 12月24日——眭澔平，旅遊家、作家。曾任記者、電視主持人。
- 12月31日——余湘：企業家。

## 逝世
- 4月8日——楊守愚，作家。作品發表於《臺灣民報》、《臺灣新民報》、《臺灣文藝》。（1905年出生）
- 6月18日——李應鏜，政治人物。戰後出任臺南縣參議員、西螺鎮長。促成西螺大橋的興建。（1909年出生）